# Ovampo karvaly
Az ovampo karvaly (Accipiter ovampensis) a madarak (Aves) osztályának vágómadár-alakúak (Accipitriformes) rendjébe, ezen belül a vágómadárfélék (Accipitridae) családjába tartozó faj.
A magyar név forrással nincs megerősítve.

## Rendszerezése
A fajt John Henry Gurney angol bankár és amatőr ornitológus írta le 1875-ben. Ovampo nevet egy délnyugat afrikai néger törzsről kapta.

## Előfordulása
Afrikában, Angola, Benin, Botswana, Burundi, Csád, a Dél-afrikai Köztársaság, Elefántcsontpart, Etiópia, Ghána, Guinea, Kamerun, Kenya, a Kongói Demokratikus Köztársaság, a Közép-afrikai Köztársaság, Malawi, Mali, Mozambik, Namíbia, Nigéria, Ruanda, Szenegál, Szváziföld, Tanzánia, Togo, Uganda, Zambia és Zimbabwe területén honos.
Természetes élőhelyei a szubtrópusi és trópusi szavannák és cserjések, valamint ültetvények és szántóföldek. Nomád faj.

## Megjelenése
Testhossza 40 centiméter, szárnyfesztávolsága 60-75 centiméter, testtömege 105-305 gramm.
|  |

## Természetvédelmi helyzete
Az elterjedési területe rendkívül nagy, egyedszáma pedig növekszik. A Természetvédelmi Világszövetség Vörös listáján nem fenyegetett fajként szerepel.